# Térmoli
Térmoli es un comune y localidad italiana de la provincia de Campobasso, en la región de Molise. Cuenta con una población de 32 484 habitantes.

## Demografía
| Gráfica de evolución demográfica de Térmoli entre 1861 y 2007 |
|                                                               |
| Fuente ISTAT - elaboración gráfica de Wikipedia               |